# Lúcio Voreno

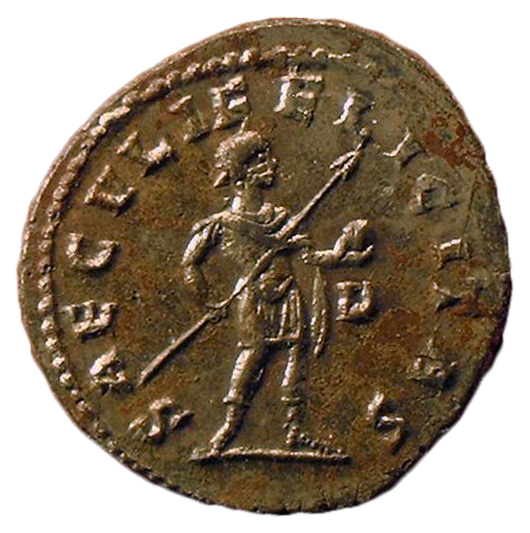
Moeda romana do tipo antoniniano, mostrando um pilo e um globo

Lúcio Voreno ou Vareno (em latim: Lucius Vorenus ou Varenus) foi um dos dois soldados da 11ª Legião (Legio XI Claudia) antes de sua desmobilização e subsequente remobilização por César Augusto) mencionados num dos livros pessoais de Júlio César. O outro soldado mencionado foi Tito Pulo (Titus Pullo).
Voreno aparece, junto com Tito Pulo, no capítulo 44 do 5° livro de César, De Bello Gallico. O episódio descreve os dois como centuriões, ambos subindo aos primeiros postos da legião, que compartilhavam uma amarga rivalidade. O livro narra como Pulo ataca o inimigo nérvio (belgas) no auge da batalha. Ele arremessa seu pilo em um inimigo a curta distância, mas em troca é perfurado por uma lança e é cercado por outros nérvios, o que o impede de desembainhar sua espada. Naquele momento, o seu rival Voreno, que o seguiu desde as fortificações, alcança o local da escaramuça e desvia a atenção dos inimigos atacando-os. Após matar um dos inimigos e forçar uma recuo do resto, Voreno perde o equilíbrio no terreno irregular; e quando os nérvios chegam mais perto dele, Pulo vem ao seu resgate e, depois de matar vários de seus oponentes, os dois recuam para as fortificações entre aplausos estrondosos de seus camaradas.

## Representações fictícias
- Lucius Vorenus é um dos principais personagens da série Roma da HBO/BBC2, representado pelo ator Kevin McKidd. O personagem é vagamente baseado no Voreno histórico, sendo ele representado como oficial comandante de Titus Pullo e pertencente à Legio XIII Gemina e não à Legio XI.
- Lúcio Voreno e Tito Pullo também são personagens inferiores em Caesar, o penúltimo livro da série Masters of Rome de Colleen McCullough. Também são mostrados como centuriões, servindo ao Quinto Túlio Cícero (irmão de Marco Túlio Cícero), comandante da Nona Legião (Legio IX Hispana).[4]